# 色丹郡
色丹郡（日语：／ Shikotan gun */?）為日本北海道根室振兴局下轄的郡，轄區為北方四島（南千島群島）的色丹島。郡名來源於阿伊努語中的「大村」（si-kotan）。
但自1945年9月起南千島群島已被蘇聯佔領並治理，直到仍由繼承蘇聯的俄羅斯所治理；因此此郡現僅做為日本為主張南千島群島主權而設置的行政區劃，並無任何實際功能。

## 轄區
轄區包含1村：
- 色丹村

## 沿革
- 1885年1月：從根室國花咲郡分割獨立設置色丹郡，並改隸屬千島國。
- 1886年：改隸屬根室國。
- 1897年11月：北海道實施支廳制，根室國色丹郡隸屬根室支廳之管轄，此時色丹郡下轄斜古丹村。[1]（1村）
- 1923年4月1日：斜古丹村成為北海道二級村。
- 1933年10月：斜古丹村改名為色丹村。
- 1945年9月4日：轄區被蘇聯佔領。